# Hurricanes Poua
Pour les articles homonymes, voir Hurricane.
Ne doit pas être confondu avec Hurricanes.
Actualités
Les Hurricanes Poua sont une franchise fédérale féminine néo-zélandaise de rugby à XV basée à Hamilton. Fondée en 2021, l'équipe dispute le Super Rugby Aupiki. L'équipe est sous l'autorité de la franchise masculine des Hurricanes ; elle représente une grande aire géographique incluant également les régions d'Hawke's Bay et de Manawatū-Whanganui.

## Histoire

### Identité
À la suite de l'annonce de la création d'une nouvelle compétition féminine par la fédération néo-zélandaise, la franchise de Wellington dévoile son identité le 7 février 2022. Celle-ci résulte d'une étroite collaboration entre la fédération représentée par son conseiller culturel Luke Crawford, toute l'équipe technique, Farah Palmer en personne, ainsi que plusieurs joueuses de l'équipe. Le nom choisi garde la référence à la franchise masculine (Hurricanes) mais y a été accolé le mot Poua qui désigne dans la mythologie maorie quatre des enfants de Huru-tea-a-rangi, la déesse des vents. Ces quatre enfants, les poua, sont les quatre piliers qui soutiennent le ciel, les quatre vents (et par extension les quatre points cardinaux). Utilisé comme verbe, poua signifie implanter, établir, mais aussi soulever et maintenir en hauteur.

### Premières saisons
À l'initiative de la fédération néo-zélandaise qui souhaite mettre en place une compétition intermédiaire entre la Farah Palmer Cup et le niveau international, la franchise des Hurricanes Poua dévoile son équipe technique en janvier 2022. Le poste d'entraineur est confié à Wesley Clarke, assisté par l'ex-internationale et double championne du monde Victoria Grant et Fusi Feaunati (entraineur de la province de Manawatu en Farah Palmer Cup). Le premier effectif des Hurricanes Poua est majoritairement composé de joueuses des Manawatu Cyclones pour cette saison inaugurale (en). C'est la star du sept Sarah Hirini qui est nommée capitaine.
L'équipe fait ses grands débuts avec un forfait : plusieurs cas de Covid-19 touchent l'effectif et la situation étant identique chez leurs adversaires des Blues, le match est tout simplement annulé. Il est comptabilisé comme un match nul au classement. La situation sanitaire en Nouvelle-Zélande mène à l'annulation de la finale. Les Hurricanes Poua font leur baptême le 15 mars 2022, avec une défaite face aux Chiefs Manawa (29-8). L'équipe remporte sa deuxième rencontre face à Matatū.
Avant la saison 2023 (en), Victoria Grant est promue entraineuse principale. Sarah Hirini n'ayant pas renouvelé son contrat pour se consacrer au circuit à sept, la nouvelle capitaine de l'équipe est Jackie Patea-Fereti (en). L'équipe remporte une victoire en trois rencontres puis est battue en demi-finale par les Chiefs Manawa.

### 2024: la polémique du haka
Pour l'édition 2024, Victoria Grant part en congé maternité, elle doit reprendre ses fonctions en 2025. Elle est remplacée par Ngatai Walker, qui devient devient le troisième entraineur de l'équipe en trois ans. Ses assistantes sont les anciennes internationales Melodie Bosman (17 sélections et deux fois championne du monde) et Emma Jensen (50 sélections, trois titres mondiaux). Avec l'objectif avoué d'augmenter la concurrence dans l'équipe, douze joueuses sont recrutées, Leilani Perese (en) revient après une grossesse, mais l'équipe perd Ayesha Leti-I'iga blessée aux ligaments croisés.
Pour le match d'ouverture de la saison, les Hurricanes Poua se déplacent à Hamilton. Avant le coup d’envoi, elles exécutent une version modifiée de leur haka, qui compare la coalition au pouvoir à des « bouseux » (rednecks). Le haka contient également une référence au Toitu te Tiriti (« Respectez le traité »), un mouvement qui estime que la politique à l’œuvre dans le pays ne respecte pas le traité de Waitangi.  Après coup, Leilani Perese, la kaitātaki (la personne qui mène le haka), déclare avoir reçu l'autorisation de l'encadrement de l'équipe, mais le président Avan Lee déclare ne pas en avoir été informé. Il présente des excuses au gouvernement et déclare que la franchise ne devrait pas faire de politique. Paradoxalement, si la fédération et le syndicat des joueurs condamnent l'action, les sponsors eux soutiennent les joueuses.
Le vice premier ministre Winston Peters réagit en se moquant du fait que les Hurricanes Poua « ont été écrasées » au cours du match en question (défaite 46-24) et déclare également que la politique n'a rien à faire sur les terrains de sport. De son côté, le ministre des Sports (en) Chris Bishop défend la liberté d'expression des joueuses, même s'il récuse les accusations implicites de leur haka. Le président du parti de droite ACT New Zealand et ministre de la Régulation David Seymour estime le haka « stupide » mais défend également la liberté d'expression des joueuses.
Le conseiller culturel de la fédération Luke Crawford tente d'apaiser la situation en expliquant que les propos peuvent être traduits de nombreuses façons différentes et que le mode d'expression des joueuses relève simplement de la maladresse. Mais Leilani Perese fait face et déclare ne rien regretter. Pour elle, le rugby professionnel est une plateforme qui permet d'être entendues et de délivrer des messages, surtout dans une équipe composée en grande majorité de joueuses maories.
Pour la deuxième journée, les joueuses refont un haka très politique, avec toujours la référence au mouvement Toitu te Tiriti (« les gouvernements passent mais le traité reste »), mais dépourvu d'expressions qui pourraient être offensantes. Cette version a cette fois l'appui de la direction de la franchise, de Luke Crawford et du syndicat des joueurs. Mais Winston Peters réagit à nouveau en qualifiant les joueuses de « naïves » et dépourvues de sens des réalités, estime qu'elles font du mal à leur employeur, leur prédit un désintérêt des supporters et des sponsors et invoque le wokisme. Face aux Blues lors de la troisième journée, les joueuses décident de ne pas faire de haka. Elles reçoivent le soutien, entre autres, de TJ Perenara.
Sur le plan sportif, les Hurricanes Poua finissent la saison avec une victoire en six matchs. Après la compétition, huit joueuses signent un contrat fédéral, dont Hannah King pour qui c'est le premier.
En 2025, le nouvel entraineur est Fusi Feaunati. L'équipe recrute l'internationale Natalie Delamere, ainsi qu'Esther Faiaoga-Tilo (en) (Blues) et Angel Mulu (en) (Chiefs Manawa). Cinq débutantes sont signées.

## Palmarès

### Trophées
Néant

### Bilan par saison
| Saison    | Classement | Pts | MJ | G | N | P | PM  | PE  | Dif. | B | Phase finale                                 |
| --------- | ---------- | --- | -- | - | - | - | --- | --- | ---- | - | -------------------------------------------- |
| 2022 (en) | 2e         | 6   | 3  | 1 | 1 | 1 | 26  | 35  | -9   | 0 | annulée                                      |
| 2023 (en) | 4e         | 4   | 3  | 1 | 0 | 2 | 68  | 108 | -40  | 0 | Demi-finale (21-43 contre les Chiefs Manawa) |
| 2024      | 4e         | 4   | 6  | 1 | 0 | 5 | 123 | 248 | -125 | 0 | non qualifiées                               |
| 2025      | 4e         | 0   | 6  | 0 | 0 | 6 | 81  | 244 | -163 | 0 | non qualifiées                               |